# Калугарени (Кобија де Сус)
Калугарени (рум. Călugăreni) насеље је у Румунији у округу Дамбовица у општини Кобија де Сус. Oпштина се налази на надморској висини од 235 m.

## Становништво
Према подацима из 2002. године у насељу је живело 175 становника, од којих су сви румунске националности.